# تپه سبز ۲
تپه سبز ۲ مربوط به عصر آهن ۳ است و در شهرستان دورود، بخش مرکزی، دهستان ژان، ۲ کیلومتری غرب روستای چقا بهرام واقع شده و این اثر در تاریخ ۲۳ بهمن ۱۳۸۵ با شمارهٔ ثبت ۱۷۱۵۱ به‌عنوان یکی از آثار ملی ایران به ثبت رسیده است.